# Sztevanovity Dusán
Sztevanovity Dusán (szerbül: Душан Стевановић) (Belgrád, 1945. április 27. –) Prima Primissima díjas szerb származású magyar dalszövegíró, zeneszerző, dramaturg, zenész. Sztevanovity Zorán Kossuth-díjas előadóművész öccse.

## Pályafutása
Sztevanovity Milutin közgazdász, újságíró és Zemanovity Mária gyermekeként született. Háromévesen került Magyarországra, amikor szüleit diplomáciai szolgálatra Budapestre küldték. A család politikai okokból nem tudott visszatérni Jugoszláviába.
Középiskola után néhány évig a Budapesti Műszaki Egyetemre járt, de tanulmányait nem fejezte be. 1964-ben belépett bátyja, Zorán együttesébe: a Metróban az akkordgitárosi posztot foglalta el. Már ekkor megmutatkozott szövegírói tehetsége, a legismertebb Metro-dalok szövegét ő írta.
1971-ben elhagyta a Metrót, és fordítással kezdett foglalkozni. 1973-ban a Magyar Televízióhoz került: dramaturgként, szerkesztőként és műsorvezetőként dolgozott. A tévétől 1983-ban vált meg sokadik műsorának letiltása után.
Két gyermeke van. Fia, Krisztián a Vision együttes zeneszerzője, lánya, Natali, Király Viktor első önálló albumának szövegírója.

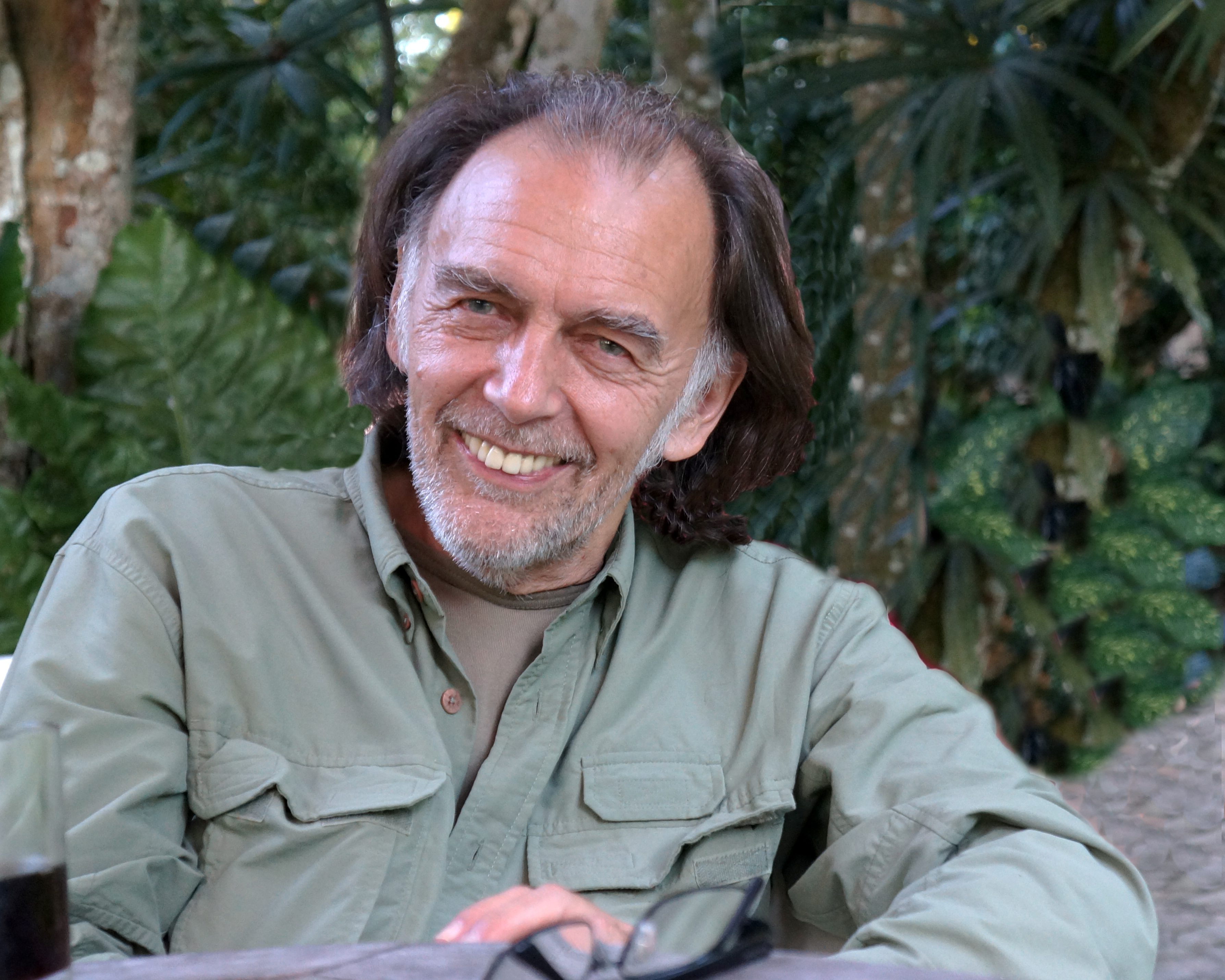
Sztevanovity Dusán (2012)

## A szövegíró
„Öt- hatéves koromtól beszélek elfogadhatóan magyarul” – mondja, ugyanakkor a legjobb szövegírók egyikének tartják. Több száz dal szövegét írta, nemcsak Zoránnak, hanem az LGT-nek, Presser Gábornak, Kovács Katinak, Katona Klárinak, Karácsony Jánosnak, Somló Tamásnak, Gerendás Péternek, Kern Andrásnak, Janicsák Vecának és másoknak. Presser Gáborral egy nagy sikerű musicalt is írt A padlás címmel, melyet a Vígszínházban mutattak be 1988-ban. Lírai dalait filozofikus hangvétel, mély gondolatiság, ugyanakkor könnyedség jellemzi.
Dalszövegeiből 2007 tavaszán könyv formájában válogatás jelent meg Csak szöveg címmel.

## A zeneszerző
Nagyon ritkán, de zeneszerzőként is tevékenykedett, az alábbi dalokban:
- 1967: Csak az a baj (Pápay-Faragó László, Metro; szöveg: S. Nagy István)[2]
- 1989: Ez van (Kern András; zene és szöveg: Sztevanovity Dusán)[3]
- 1989: Az élet szép (Kern András; zene és szöveg: Sztevanovity Dusán)[3]
- 1999: Úgy hazamennék (Kern András; zene és szöveg: Sztevanovity Dusán)[4]
- 2001: Csak semmi szerelem (Kern András; zene és szöveg: Sztevanovity Dusán)[5]

## Kötetei
- Csak szöveg; Partvonal, Budapest, 2007
- Zorán koncertnapló; fotó Perger László, Sztevanovity Dusán dalszövegeinek felhasználásával szerk. Tolmácsi János; Kultúrbarlang, Budapest, 2013

## Kitüntetései
- eMeRTon-díj – Az év szövegírója (1988)
- eMeRTon-díj – Az év dala (1991)
- A Magyar Köztársasági Érdemrend tisztikeresztje (1995)
- Huszka Jenő-díj – Az év szövegírója (1995)
- Maecenas-díj (1998)
- Huszka Jenő Életmű-díj (1999)
- Fonogram Életműdíj (2006)
- Fényes Szabolcs-díj (2006)
- A Magyar Köztársasági Érdemrend középkeresztje (2010) – kimagasló művészi értéket képviselő dalszövegeiért
- Prima Primissima díj (2014)
- Harsányi Zsolt-díj (2016)
- Vígszínház-díj (2020)

## További információ
- Sztevanovity Dusán a PORT.hu-n (magyarul)
- Sztevanovity Dusán az Internet Movie Database-ben (angolul)